# Манеш, Маршалл
Маршалл Манеш (англ. Marshall Manesh, перс. مارشال منش‎; род. 16 августа 1950, Мешхед) — американский актёр иранского происхождения.

## Биография
Его дебютным фильмом стала «Правдивая ложь» режиссёра Джеймса Кэмерона. Снялся в более чем 100 художественных фильмах, телевизионных проектах и более чем в 40 рекламных роликах.
Появлялся в телевизионных шоу «Уилл и Грейс», «Клиника», «Частный детектив Энди Баркер», «Красотки в Кливленде», «Юристы Бостона», а также в сериале «Как я встретил вашу маму», где он играл таксиста Ранджита. Хотя в сериале Ранджит был изображен как уроженец Бангладеш, Маршалл Манеш произнес несколько реплик на своём родном персидском языке.
Также был приглашенной звездой во многих шоу, включая: «Чёрную метку», «Закон и порядок: Специальный корпус», «Джоуи», «Неизвестные лица», «Секретные материалы», «Клиника», «Скорая помощь», «Военно-юридическая служба», «Полиция Нью-Йорка», «Руководство по выживанию от Купера Барретта» и «Побег из тюрьмы».
Снялся в нескольких фильмах, включая: «Правдивая ложь», «Мой криминальный дядюшка», «Большой Лебовски», «Джинна вызывали?», «Приключения «Посейдона»», «Ищу друга на конец света», «Пираты Карибского моря: На краю света» (совместно с другим актёром иранского происхождения Омидом Джалили), «Джимми – покоритель Америки» и вампирском вестерне «Девушка возвращается одна ночью домой».
Сыграл эпизодическую роль таксиста в клипе Мадонны 2005 года «Hung Up». Был судьей на 6-м ежегодном иранском кинофестивале Noor.